# Hystricia nigrotibiata
Hystricia nigrotibiata là một loài ruồi trong họ Tachinidae.